# Акацири
Акацири, Акацирси или Ацатири (грч. Άκατίροι, Άκατζίροι, Akatiroi, Akatziroi, лат. Acatziri) су били племе које је живело северно од Црног мора, иако се чинило да је Кримски град Херсон у шестом веку био под њиховом контролом. Јорданес (фл. 551) их је назвао моћним народом, не земљорадницима, већ сточарима и ловцима. Њихова етничка припадност је неутврђена: историчар из 5. века Приск их описује као етничке (етнос) Ските, али се помињу и као Хуни (Akatiri Hunni). Њихово име је такође повезано са Агатирсима. Међутим, према Е. А. Томпсону, сваку претпостављену везу између Агатирсија и Акацирија треба потпуно одбацити.

## Историја
Римски цар Теодосије II (в. 402–450) послао је посланика Акацирима покушавајући да их одвоји од савеза са хунским владаром Атилом (435–453), покушавајући да изазове борбе које су такође уследиле.  447. или 448. године Хуни су успешно водили кампању против Акацирија. Године 448. или 449., како бележи Приск, „Онегез је заједно са најстаријом Атилином децом био послат у Акатери, скитски народ, које је доводио у савез са Атилом“. Пошто су племенима и родовима Акацира владали различити вође, цар Теодосије II је покушавао даровима да шири непријатељство међу њима, али дарови нису уручени према рангу, Карадак (Kouridachos) је упозорио и позвао Атилу да се заједно боре против осталих вођа Акацира. Тако је Атила и учинио, Карадак је остао са својим племеном или кланом на сопственој територији, док је остатак Акацирија постао потчињен Атили.  Атилин син Елак је постављен за владара Акацира. Према Денису Синору (1990), иторичару, Сарагури су их апсорбовали 460-их.

### Владари
- Карадак r. ? – 448[11]

#### Атилина динстија
- Елак  r. 448 – 454[8][12]
- Денгизих  r. 454 – 469[а]
- Ернак  r. 454 – after 469[а]

## Белешке
1. 1 2  Није потврђено да су Елакова браћа владала Акацирима након Елакове смрти у Битци на реци Недао (454). Денгизих је заједно са својим млађим братом Ернаком владао Хунским царством све до његове смрти 469. године, док је овај, који га је наџивео, наставио да влада деловима царства након тога, вероватно живећи у области Добруџа.[13][14]Према Синору, Акацири су апсорбовани од стране Сарагура 460-их година.[4]